# Virveln
Virveln (originaltitel: Torrent) är en amerikansk romantisk drama-stumfilm från 1926 i regi av Monta Bell.

## Rollista i urval
- Ricardo Cortez – Don Rafael Brull

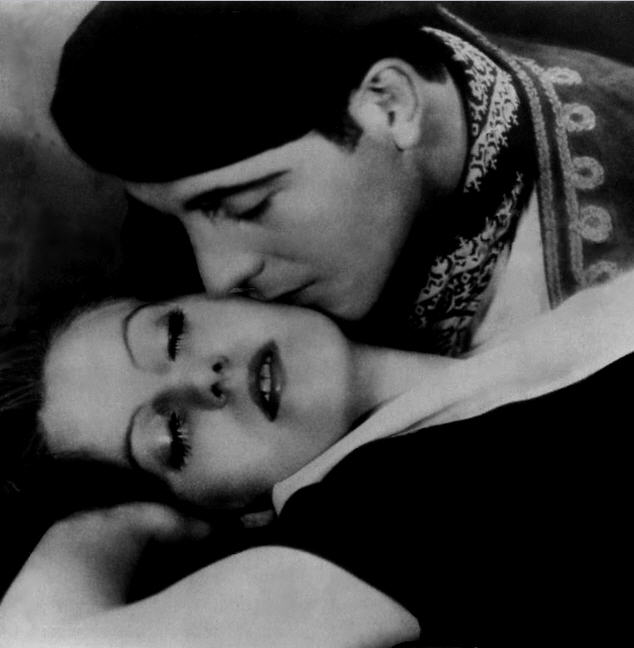
Greta Garbo och Ricardo Cortez i Virveln.

- Greta Garbo – Leonora Moreno, aka La Brunna
- Gertrude Olmstead – Remedios Matías
- Edward Connelly – Pedro Moreno
- Lucien Littlefield – Cupido, the Barber
- Martha Mattox – Doña Bernarda Brull
- Lucy Beaumont – Doña Pepa Moreno
- Tully Marshall – Don Andrés, a Lawyer
- Mack Swain – Don Matías